# Lechria albidipes
Lechria albidipes är en tvåvingeart som beskrevs av Alexander 1947. Lechria albidipes ingår i släktet Lechria och familjen småharkrankar. Inga underarter finns listade i Catalogue of Life.